# Тенсегрити
 Тази статия е за термина в строителната механика.  За термина на Карлос Кастанеда, вижте Тенсегрити (Кастанеда).  
Тенсегрити (от английски: tensegrity – от tension, обтягане, integrity, цялостност) е вид предварително напрегната пространствена фермова конструкция, съставена от взаимно уравновесяващи се опънни и натискови елементи. При това елементите, които са подложени на натиск са пръти или греди, а тези на опън са въжета или други гъвкави елементи. При тази конструкция гредите не се опират една в друга, а висят в пространството и тяхното положение една спрямо друга се фиксира от въжетата и никоя от гредите не е подложена на огъване. Терминът тенсегрити е измислен и популяризиран от американския инженер-конструктор Бъкминстър Фулър и от Кенет Снелсон на английски: Kenneth Snelson

## Принцип на работа
В най-общия случай гредите могат да бъдат заместни от произволно оформени твърди тела, на които могат да бъдат приложени огъващи и опънови сили чрез свързващите опъващи елементи. Един класически пример за това е създаденото велосипедно колело, както и автомобилно колело от миналото, много преди формулирането на тесенгрити-принципите. Тези колела се състоят от главина, капла и стоманени спици. Тънките спици действат като опънни елементи. Те свързват твърдите тела главина и капла и ги дължат неподвижно.

## Приложение
- Проста тенсегритна 3-призма
- Друг вид 3-призма
- Подобна структура с четири елемента подложени на натиск
- Proto-Tensegrity Prism by Karl Ioganson, 1921
- Tensegrity Icosahedron, Бъкминстър Фулър, 1949
- Tensegrity Tetrahedron, Francesco della Salla, 1952
- Tensegrity X-Module Tetrahedron, Kenneth Snelson, 1959
- Кула скулптура на Kenneth Snelson.
- Скулптура на кула, подобна на пясъчен часовник Dissipate, съдържаща тенсигрити структура. Изградена е за AfrikaBurn, 2015, местен вариант на фестивала Burning Man.
- SUPERball тенсегрити робот на НАСА е един от първите прототипи за изпращане на друга планета. Тази структура може да поеме удар при падането върху твърда повърхност и след това чрез промяна в дължината на въжетата да се придвижва по повърхността. 2014.
- Купол изработен от градински колове и найлонова връв, построен в двора на къща, 2009

## В политиката
Концепцията на тенсегрити конструкциите като метафора за политически самоподдържащи се структури и в частност такива, свързани с корупцията, е използвана от сенатор Стюарт Сиврет, за да обясни постоянството и голямата нестабилност на такива структури.